# プロムナード山口
『プロムナード山口』（プロムナードやまぐち）は、FM山口で放送されていたミニ（5分）番組。1997年頃から2006年9月にかけて放送された。放送時間は毎週土曜8:15～8:20。当初はミニ番組が乱立していた土曜8時台であったが、2006年の4月から半年は「SATURDAY ON THE WAY」（JFNC）に内包される形で放送された。
提供は当初サビエルカンパーナ（ラ・フランチェスカ）であったが、途中でマルニに変更となった。

## 概要
内容はその時季にあった山口県内のお散歩スポットなどを紹介するというもの。
番組のオープニングでは「すぐ近くのはずなのに、知らなかったあの道・この景色・時を越えた物語。土曜朝のひと時一緒に歩きませんか」という口上があって、その後本編に入っていた。
パーソナリティは当初は木谷美帆がつとめ、途中で井村由美子に交代した。
BGMは一貫してスティーブ・バラカットの「君と僕」（You & Me）が使用された。